# 1978年ツポレフTu-144不時着事故
1978年ツポレフTu-144不時着事故は、1978年5月23日に発生した航空事故である。テスト飛行を行っていたツポレフ設計局のツポレフ Tu-144Dが飛行中に火災に見舞われ、パイロットは平野への不時着を行った。不時着により機体は大破し、炎に包まれた。乗員8人中2人が死亡したが、6人が救助された。
この事故により、Tu-144の旅客便運航が打ち切られることとなった。また、Tu-144で発生した事故は本事故と1973年に発生したパリ航空ショーでの墜落事故のみである。

## 事故機
事故機のツポレフ Tu-144D（SSSR-77111）は、1978年4月18日にヴォロネジで製造された。同年4月27日に初飛行を行い、ジュコーフスキー空港へ回送された。その後、5回のテスト飛行を行っており、事故時の総飛行時間は約9時間だった。
Tu-144には従来、クズネツォフ NK-144ターボファンエンジンが搭載されていたが、事故機ではコゾレフ RD-36-51Aが採用されており、このエンジンを搭載した初めての機体として製造された。

## 事故の経緯

### テスト飛行と乗員の概要
当日、事故機は2回目のテスト飛行を行っていた。まず、マッハ2の超音速で飛行を行い、3,000メートル (9,800 ft)まで降下しAPUを起動することとなっていた。乗員は、ソ連航空産業省と民間航空省の職員によって構成されており、テストパイロット2人、ナビゲーター1人、航空機関士2人、テストエンジニア3人が搭乗していた。機長のエドワード・イリャンは右側座席に着席しており、副操縦士のV・D・ポポフが左側座席に着席していた。そのため、ポポフが機長であったと言われることも多々ある。また、イリャンはいくつかの回想録で自身が機長であったと述べている。

### 事故の経緯
17時30分、Tu-144は標準的な離陸前の確認を行った後に離陸した。超音速飛行でのテストは正常に行われ、パイロット達は補助動力装置（APU）のテストを開始した。APUテストのため、パイロットは機体を3,000メートル (9,800 ft)まで降下させ、速度も480キロメートル毎時 (260 kn)まで減速させた。このとき、計算された残燃料と燃料計の値の間に4.7tの差が生じていた。これは、計算された消費燃料よりも実際には遥かに多い燃料が消費されていることを示していた。燃料漏れの可能性もあったが、航空機関士は重要視しなかった。18時45分、APUが起動された。しばらくして、火災警報がコックピットで作動した。航空機関士は第3エンジンでの火災を報告し、消火装置を作動させた。副操縦士は、機体を180度旋回させて空港への引き返しを開始した。
機長は後に、燃料の差については初期上昇中に気づいたと述べている。しかし、エンジニアたちはパイロットに何も報告せず、燃料バランスについてだけ話した。APUの起動に失敗した後、機長は副操縦士に空港へ戻るよう指示した。引き返しを開始した後も、APUの起動は繰り返された。
旋回が終了した後、第4エンジンの火災警報も作動したため、航空機関士は消火装置を作動させた。そのため、左翼側のエンジンのみでの飛行を強いられた。パイロットはラメンスコエ空港の管制官に対して、火災が発生しエンジン2基で飛行していることを伝えた。また、消防隊の準備と滑走路への直線進入を要求した。パイロット達は初め、火災警報が作動しているのに対して火災の兆候が他に見られなかったため、システム障害の可能性を疑った。しかし一方で、地上からは機体の後方に大きな炎が吹き出ていることが目撃された。右翼で発生した火災により、客室のエアコンから黒煙が生じ、コックピットでも同様に黒煙が観察された。副操縦士は空港外への不時着を考えていたが、機長は空港までたどり着けると考え、これに反対した。パイロットは視界を確保するため、ノーズコーンを17度下げた。しかし煙が更に強まったため、機外の様子は判別できなくなり、副操縦士は計器を頼りに飛行を続けた。更に残りのエンジン2基のうち1基でも火災が発生し、航空機関士が停止させた。また発電機が故障し、バッテリーからしか電力供給がされていないことを報告した。

機体が炎上しており制御が難しいことが分かったとき、私は怒りを覚えた。この怒りは、ハバロフスク行きの便として使用される予定の超音速機の初号機が墜落しかけているという考えに発展した。自分自身に対して思うことは何もなかった。ただ、煙で窒息することだけを恐れていた。呼吸を極力しないようにしていたため、身体に負担を掛けなければならなかった。機体がバラバラになっても、操縦捍は最後の瞬間まで握っているだろう。機長として機体を救えなければ私の人生は地獄のようだっただろう。機長:エドワード・イリャン
機体は急速に高度を失い、この時点で1,500メートル (4,900 ft)まで降下していた。乗員達は、緊急用のパラシュートを装備していたが高度が低すぎると判断し、使用しなかった。また機体が炎上していたために、脱出時に炎に飲まれる危険性もあった。パイロットは最早、空港への引き返しは不可能と判断し、開けた土地への不時着を決断した。

我々の目の前には村があり、その先には森が見えていた。従って、森を越えて開けた土地まで辿り着かなければならなかった。私は操縦捍を引いて降下速度を緩めた。一体どうやって森の上を通過したのだろう！ドラムスティックのような木は森を飛び越すまで機体に接触していた。副操縦士:V・D・ポポフ
Tu-144は、400キロメートル毎時 (220 kn)で牧草地へ不時着した。機体は1km近く滑走した後に着陸装置が壊れ、更に500-600m近く滑走して停止した。パイロット達は、ノーズコーンが地面に接触するまで機首を下げようとしていた。機体が停止した後、機長と副操縦士及びナビゲーターはコックピットの窓から脱出し、エンジニア3人は客室のメインドアから脱出した。不時着時の衝撃により航空機関士2人が着席していた区画は破壊され、2人は死亡した。また、副操縦士は脊髄を損傷しており、エンジニアの1人は足を骨折していた。
Tu-144が不時着した地点は、モスクワ州ヴォスクレセンスキー地区近郊のクラドコヴォ村付近であり、エゴリエフスクからもそう遠くない場所だった。不時着した時刻は18時56分で、火災発生から6分後のことだった。機体は火災により完全に破壊され、機首部分が僅かに残っただけだった。

## 事故調査

### 事故調査
この事故は、パリ航空ショーでの墜落事故の5年後に発生した。Tu-144は既に、旅客輸送を開始していたため、ツポレフ設計局は火災の原因などを詳細に明らかにしなくてはならなかった。
残骸とフライトデータレコーダーの情報から、火災源は補助動力装置であることがすぐに判明した。しかし、補助動力装置がある区画で、燃料がどのような状態だったかを判断する必要があった。事故機の燃料システムを詳細に検査したところ、燃料の流動により疲労亀裂が発生していたことが判明した。推定される燃料の脈動周波数は100Hzとされていたが、実際には1,500Hz近くにも達していた。この事などから、燃料から生じる水撃作用は想定を遥かに上回る強さであったことが明らかになった。

### 事故原因
不時着から僅か3ヶ月後、調査委員会は事故原因を公表した。

エンジンナセル内での燃料漏れが火災の根本的な原因と考えられる。これは、18時18分から発生したと推定され、合計で8,000kg近い燃料が流れ出たと思われる。燃料漏れは、燃料パイプの破損が原因で生じ、燃料はエンジンの吸気口の後ろの区画に流入した。補助動力装置の起動により、気化した燃料が発火し、エンジンで火災が発生した。

航空機関士は、エンジンでの燃焼に必要な量を遥かに上回る量の燃料が消費されていることに気付いた。以前にも同様の現象が発生しており、第3エンジンの燃料計は交換されていた。ところが、燃料表示の差はますます大きくなってしまっていた。また、燃料が漏れている間、他の器機には何も不具合が生じていなかったため、航空機関士はこの燃料計の値を信用しなかった。
一方で、目撃者などの証言から機体の設計には信頼性があるとされた。炎に包まれながらも機体は制御されており、激しく不時着しても爆発することは無かった。更に、コゾレフ RD-36-51Aエンジンでは、明らかになった燃料システムの欠陥が修正され、油圧装置が全て使用不能になるという事態に陥ることが無いよう設計された。